# Randi Gustad
Pour les articles homonymes, voir Gustad.
Randi Gustad, née le 2 mai 1977 à Oslo, est une ancienne handballeuse internationale norvégienne.

## Palmarès

### Sélection nationale
- Championnat d'Europe
  -  vainqueur du Championnat d'Europe 2004,  Hongrie
- Championnat du monde
  - 9e place au Championnat du monde 2005,  Russie